# Estação Custió

A Estação Custió é parte do Metro do Porto.